# 포리스트 터커

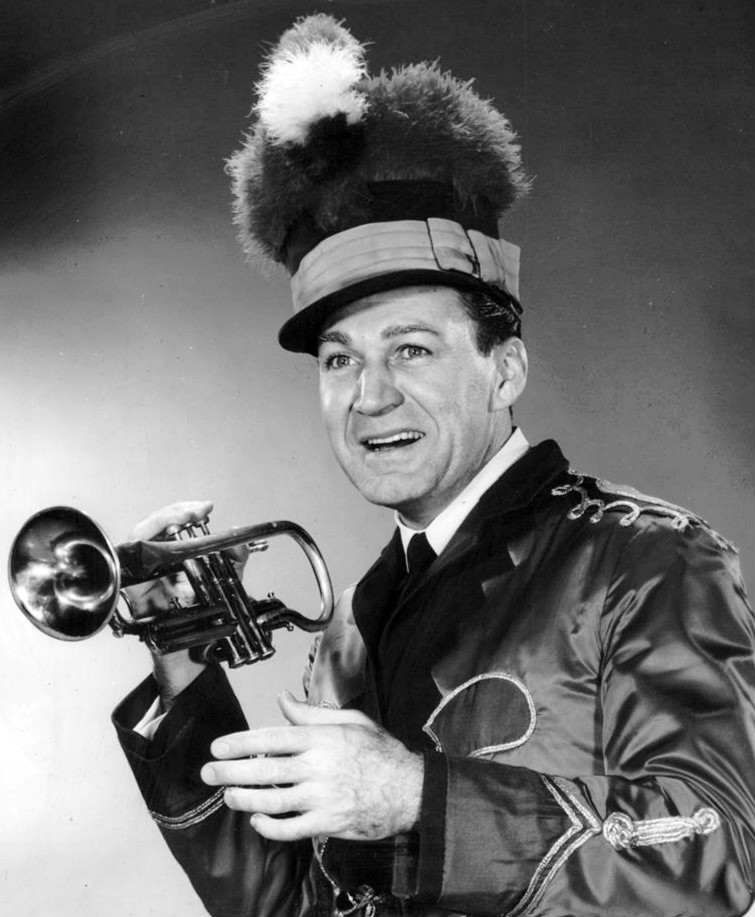

포리스트 터커(Forrest Tucker, 1919년 2월 12일 ~ 1986년 10월 25일)는 미국의 텔레비전 배우, 연극 배우, 영화배우이다.
플레인필드에서 태어났으며 우들랜드힐스에서 사망하였다. 사인은 폐암이다. 포리스트 론 메모리얼 파크에 매장되었다.

## 영화
- 허클베리 핀의 모험 (1981년) - 듀크 역
- 꿈꾸는 낙원 (1978년)
- 블랙 뷰티 (1978년)
- 사랑의 유람선 (1977년)
- 워킹 톨 3 (1977년)
- 특수기동대 (1975년)
- 치삼 (1970년)
- 바케로 (1970년)
- 닥터 게논 (1969년)
- 밍스키 (1968년) - 트림 휴리한 역
- 어 보이 콜드 누딘 (1967년)
- 트롤렌버그 테러 (1958년) - 앨런 브룩스 역
- 앤티 맘 (1958년)
- 무서운 스노우맨 (1957년)
- 쓰리 바이어런트 피플 (1957년)
- 딜론 보안관 (1955년)
- 디즈니랜드 (1954년)
- 유황도의 모래 (1949년)
- 투 가이스 프럼 텍사스 (1948년)
- 더 맨 후 데어드 (1946년)
- 애정 (1946년)
- 서부의 사나이 (1940년)